# Russell & Company
Russell & Company («Рассел энд Компани» или «Рассел энд Ко», 旗昌洋行, Qíchāng Yángháng) — была крупнейшей из американских фирм (hong, 行), участвовавших в торговле с цинским Китаем на протяжении почти всего XIX века. Она также значительно влияла на политику США на Дальнем Востоке. Главными центрами деятельности компании были Кантон, Шанхай и британский Гонконг. Russell & Company была основана американскими коммерсантами Сэмюэлом Расселом и Филипом Аммидоном в 1824 году, специализировалась на торговле опиумом, чаем, шёлком и фарфором, а также на судоходстве и финансовых операциях.
Вследствие доминирующего финансового положения среди американских деловых кругов в Китае и широких связей партнёров фирмы в Вашингтоне, Russell & Company длительное время фактически управляла консульствами США в Кантоне и Шанхае. Это позволяло компании не только лоббировать свои интересы через дипломатические каналы, но и иметь доступ к конфиденциальной информации, что вызывало недовольство среди конкурентов. Пока в 1855 году система «торговых консулов» не была ликвидирована, представители Russell & Company открыто бросали вызов американским комиссарам и игнорировали их инструкции, если те противоречили интересам бизнеса, а нередко вынуждали комиссаров изменить своё решение в пользу компании.
Именно деятельность консулов Russell & Company в Шанхае в середине XIX века (особенно Джона Гризуолда и Эдварда Каннингема) положила начало американской «дипломатии канонерок» в Китае. Фактически, история Russell & Company наглядно иллюстрирует, как бизнес активно сотрудничал с правительством, чтобы распространять американское влияние в Азии. Изменения, случившиеся после Второй опиумной войны (1856—1860) и Гражданской войны в США (1861—1865), привели к тому, что прибыльность комиссионной торговли значительно сократилась. Чтобы пережить острую конкуренцию, Russell & Company пришлось приспосабливаться к изменившимся обстоятельства и заниматься новыми видами бизнеса. Но эти усилия лишь временно отсрочили ликвидацию устаревшей традиционной семейной фирмы, на смену которой пришли новые американские корпорации. Взлёт и падение Russell & Company протекали параллельно с кардинальными изменениями, происходившими в экономике цинского Китая, особенно его прибрежных провинций, которые включились в мировой оборот товаров и капиталов.
Хотя в общих объёмах торговля с Китаем не имела большого значения для растущей экономики США, она была крайне выгодной для американских компаний, в ней участвовавших. Партнёры и компрадоры Russell & Company сколотили огромные состояния на импорте в США чая и шёлка, но особенно на торговле опиумом в Китае. Эти деньги затем были инвестированы в железные дороги, банки, недвижимость и другие активы в США, а также способствовали укреплению влиятельных американских политических династий.

## История
Активная торговля между Китаем и США началась в конце XVIII века и на первых порах была сосредоточена вокруг импорта чая из Южного Китая. Главными коммерческими центрами служили Кантон и португальский Макао, где американские торговцы сформировали свои первые сообщества. Предшественницей Russell & Company, основанной в Кантоне, была небольшая Samuel Russell & Company, основанная Сэмюэлом Расселом в 1818 году в США на заре его самостоятельной коммерческой деятельности. Ещё раньше, в 1803 году, как ветвь бостонского торгового дома братьев Джеймса и Томаса Перкинсов в Китае начала свою деятельность Perkins & Company, позже слившаяся с Russell & Company. Долгое время делами кантонского офиса Perkins & Company руководил Джон Перкинс Кушинг, племянник братьев Перкинсов.

### Деятельность в Кантоне

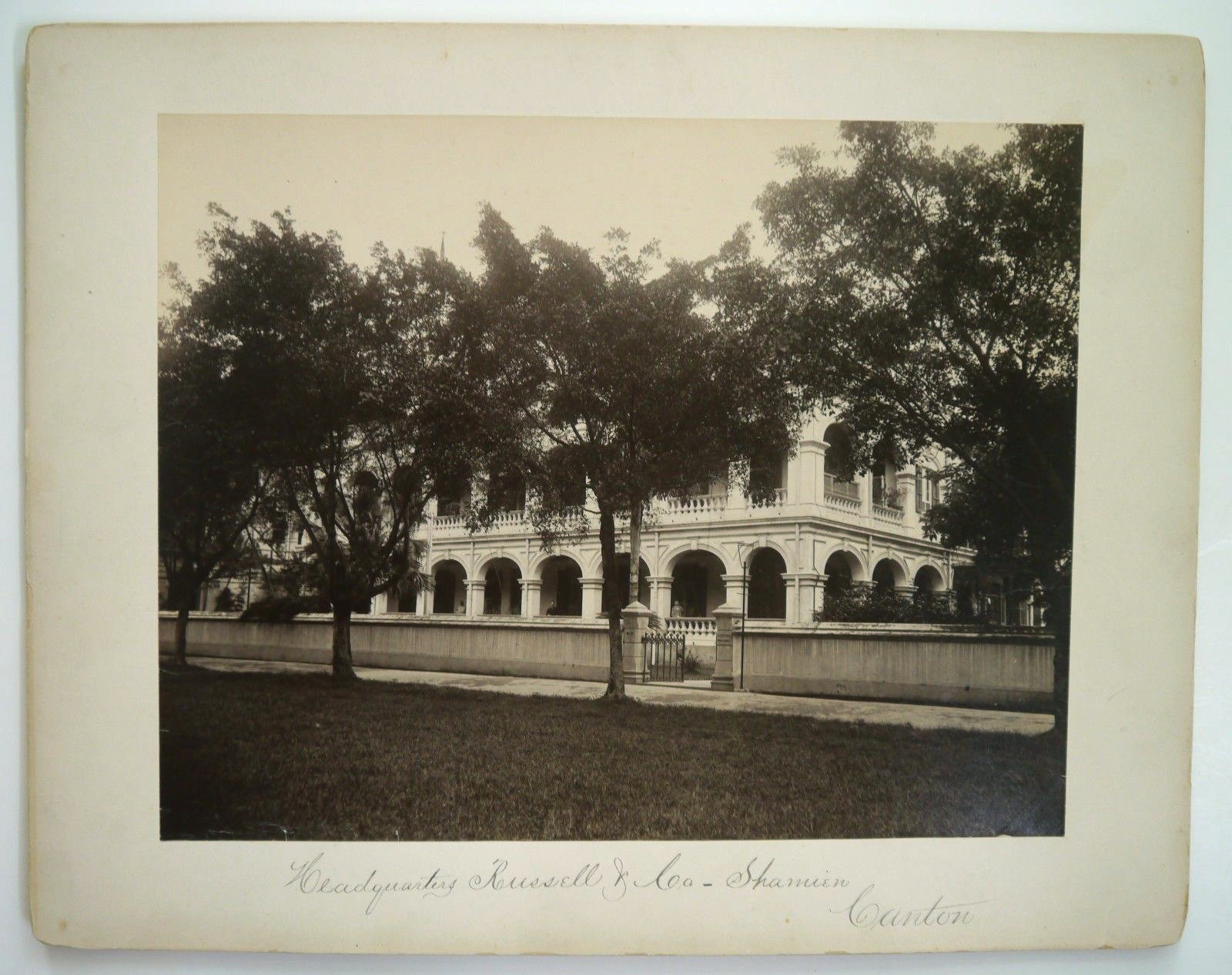
Офис Russell & Company в Кантоне. 1880-е годы

Russell & Company была основана американскими коммерсантами Сэмюэлом Расселом и Филипом Аммидоном в Кантоне в 1824 году. Через год к ним присоединился младший брат Рассела — Эдвард Рассел, однако из-за болезни он вынужден был вскоре вернуться на родину. К моменту прибытия Расселов в Кантон там уже существовали процветающие землячества и фактории британских, французских, голландских, арабских, индийских, армянских, датских, шведских и испанских торговцев. В Кантоне доминировали британские торговые дома, которые ввозили опиум из Индии, Персии, Турции и экспортировали большую часть урожая чая.
Прибыв в Кантон, Сэмюэл Рассел завязал контакты с крупнейшими американскими торговцами опиумом — братьями Вилкокс из Филадельфии и братьями Перкинс из Бостона, которые привозили товар из Смирны и Бомбея. Также он подружился с крупнейшим кантонским чайным магнатом Хокуа, а Аммидон наладил тесные связи с торговцами парсами из Бомбея. Вскоре Russell & Company разбогатела на посреднической торговле чаем, шёлком и опиумом, а также на обслуживании операций других торговых домов. В октябре 1827 года, после короткого пребывания в родном Мидлтауне, Сэмюэл Рассел вернулся в Кантон.
Дела Russell & Company шли в гору, в то время как бизнес Perkins & Company клонился к закату. Рассел расширил операции компании в Маниле и скупил некоторых мелких конкурентов в Кантоне, а в 1830 году поглотил и Perkins & Company. В этот период Аммидон отошёл от дел фирмы, и партнёром в 1828 году стал Уильям Лау, обладавший обширными связями в Филадельфии и Сейлеме. В 1830 году третьим партнёром Russell & Company стал Огастин Херд из Бостона, а Аммидон окончательно покинул компанию. Херд представлял в Russell & Company интересы Перкинсов, Форбсов и других «бостонских браминов». В качестве младших партнёров в компании работали братья Роберт Беннет Форбс и Джон Мюррей Форбс. Под руководством Рассела торговый дом вёл обширную комиссионную торговлю широкой номенклатуры товаров и предоставлял партнёрам различные деловые услуги на китайском рынке (управление импортом, перевозка и страхование грузов, инвестиции доходов, ведение переговоров и счетов).
В Кантоне Russell & Company входила в большую тройку торговцев опиумом, уступая лишь британским торговым домам Jardine Matheson & Co. и Dent & Co. Благодаря клиентуре, ранее работавшей с Perkins & Company, Рассел наладил обширные деловые связи с ведущими компаниями Провиденса, Бостона, Нью-Йорка, Сейлема и Филадельфии. Работая как полное товарищество, Russell & Company постоянно меняла состав партнёров —
одни зарабатывали нужную сумму и удалялись, а на их место приходили новые партнёры, желавшие заработать на торговле с Китаем. Приток новых капиталов и людей, новых идей, талантов и связей обеспечивал фирме длительный финансовый успех.
В 1836 году Сэмюэл Рассел покинул компанию и вернулся в США. В 1837 году случился финансовый кризис, в результате которого ряд банкиров оказался должен Russell & Company около 400 тыс. долларов. В 1838 году в компании начались внутренние разногласия, в результате которых Огастин Херд и Джон Мюррей Форбс решили выйти из бизнеса (оба основали собственные успешные компании — Augustine Heard & Co. и J.M. Forbes & Co.). В 1840 году Russell & Company возглавил Роберт Беннет Форбс. К концу Первой опиумной войны Russell & Company стала крупнейшим американским торговым домом, работавшим в Китае, и сохраняла своё лидерство вплоть до закрытия в 1891 году. Собственный флот клиперов, который доставлял в Кантон турецкий и индийский опиум, позволял компании существенно влиять на рынок и не зависеть от конкурентов.
После того, как британцы заключили с Китаем Нанкинский договор, американские торговцы во главе с Russell & Company начали давить на правительство президента Джона Тайлера с целью выбить и себе подобные привилегии и заключить с Цинами такое же дипломатическое соглашение. Осенью 1843 года Пол Форбс из Russell & Company был назначен американским консулом в Кантоне и вручил свои верительные грамоты императорскому комиссару, став, таким образом, первым консулом США, официально признанным Цинским правительством (другие партнёры Russell & Company, включая Роберта Форбса, Рассела Стерджиса и Ди. Эн. Спунера, получили посты американских вице-консулов в Кантоне). Летом 1844 года был подписан Вансяский договор, что ещё более благоприятно сказалось на положении Russell & Company в Китае.
В том же 1844 году Рассел Стерджис отбыл из Китая на родину, после чего Роберт Форбс провёл слияние кантонских офисов Russell & Company и Russell, Sturgis & Company. Новым партнёром компании стал Уоррен Делано младший, ранее вместе с Стерджисом руководивший Russell, Sturgis & Company. В 1849 году Роберт Форбс и его кузен Пол Форбс подарили бывшему госсекретарю Дэниелу Уэбстеру небольшую шхуну в знак признательности за его покровительство. Кроме того, Форбсы неоднократно посылали Уэбстеру в подарок элитный чай, а также жертвовали крупные суммы в фонд, основанный бостонскими финансистами и торговцами для его личных расходов.
В 1852 году главный офис Russell & Company был перенесён в более перспективный Шанхай, что ознаменовало собой закат «эры Кантона» в истории фирмы. Основная деятельность компании переместилась из Южного Китая в долину Янцзы. Контрабанда опиума из Южной Азии и стран Ближнего Востока в порты Китая оставалась наиболее крупной и прибыльной сферой деятельности для партнёров Russell & Company. В 1854 году, на волне обвинений в причастности к торговле опиумом, Пол Форбс был вынужден покинуть пост консула в Кантоне (хотя в 1860-х годах партнёры Russell & Company Фрэнсис Форбс, Уильям Брек и Эдвард Кинг занимали посты американских консулов в Тяньцзине, Цзюцзяне, Ханькоу и Кантоне, с отставкой Пола Форбса эпоха, когда Russell & Company непосредственно управляла консульствами, закончилась).
К середине 1850-х годов четыре хорошо вооружённые судна Russell & Company занимались перевозками опиума вдоль китайского побережья. Бизнес курировали и лоббировали четыре торговых консула Russell & Company в Кантоне и Шанхае. Основные опиумные базы располагались в устье реки Чжуцзян (территория современного района Сянчжоу в городе Чжухай) и в устье реки Янцзы (на территории современного шанхайского района Баошань). Ещё один пароход перевозил опиум из Гонконга в Кантон. Хотя власти США формально осуждали торговлю опиумом, на деле они предоставляли крупнейшим американским торговцам консульский статус. Принцип экстерриториальности, установленный согласно Вансяскому договору, не позволял китайским властям преследовать в судебном порядке американских торговцев опиумом.
После окончания Второй опиумной войны (1856—1860) часть иностранных торговцев всё же вернулась в Кантон: британцы и французы создали новое поселение на острове Шамянь, а американцы отстроили свою старую факторию. Russell & Company в 1868 году построила в городе большой офис и склад, хотя и сохранила в Кантоне лишь одного партнёра.

### Деятельность в Макао и Гонконге
В 1831 году американский фрегат «Потомак», которым командовал коммодор Джон Доунс, почти на месяц бросил якорь в Макао. Доунс, инспектировавший положение американских торговцев, поселился в особняке Russell & Company, чем заложил своеобразную традицию (следуя его примеру, все последующие военные офицеры, прибывавшие в китайские порты, останавливались в помещениях американских торговых домов). Во время своей экспедиции в Японию (1852—1854) коммодор Мэтью Кэлбрейт Перри также квартировал в резиденциях Russell & Company в Макао, Кантоне и Шанхае (в то время американские консульства в Кантоне и Шанхае располагались в зданиях Russell & Company). Экспедицию Перри активно продвигали лоббисты компании в Вашингтоне (в первую очередь госсекретарь Дэниел Уэбстер и бывший посол в Китае Калеб Кушинг), а сама Russell & Company, желавшая включить Японию в сферу своих интересов, обеспечивала корабли Перри углём и провизией.
В 1843 году в Британский Гонконг в качестве агента Russell & Company прибыл торговец Джи. Эф. Дэвидсон. К середине 1840-х годов пароходы Russell & Company уже активно курсировали между Кантоном и Гонконгом. В 1855 году в британской колонии открылось официальное отделение Russell & Company, которое возглавляли Уоррен Делано младший и Джордж Тайсон. К этому времени Гонконг уже затмил Кантон и Макао в качестве крупнейшего торгово-финансового центра Южного Китая. Положение Гонконга ещё более укрепилось в начале Второй опиумной войны, когда в 1856 году в Кантоне полностью сгорели все иностранные фактории, а оставшиеся иностранные торговцы были вынуждены бежать в британскую колонию. В ноябре 1857 года Гонконг посетил российский граф Евфимий Путятин, учредивший в колонии российское консульство. Он прибыл в Гонконг на пароходе «Америка» как гость Russell & Company и провёл переговоры с британским дипломатом Джеймсом Брюсом.
Во второй половине 1850-х годов с ростом конкуренции прибыльность комиссионной торговли сократилась, и Russell & Company начала активно инвестировать средства в другие виды деятельности, в том числе в судоходство, обмен валюты, страховой бизнес, торговые операции в Японии, продажи хлопчатобумажных тканей в Китае, поставки шёлка и чая в США за счёт собственных средств и на свой риск. Другими важными источниками доходов были шёлкопрядильная фабрика в Шанхае, компания по производству верёвок в Гонконге и стекольная фабрика в Макао. Чистая прибыль Russell & Company увеличилась с 220 тыс. долларов в 1849 году до 270 тыс. долларов в 1859 году (она более чем в два раза превышала чистую прибыль ближайшего конкурента Russell & Company, американской компании Augustine Heard & Co.).
Накануне своего банкротства Russell & Company попыталась вернуться в банковский бизнес. В 1890 году партнёр компании Си. Ви. Смит создал Trust and Loan Co. с офисом в Лондоне, а весной 1891 года Russell & Company стала соучредителем британско-китайского National Bank of China со штаб-квартирой в Гонконге. Крупными акционерами банка были семья покойного кантонского чайного магната Хокуа, а также сыновья Пола Форбса — Уильям Хауэлл Форбс и Генри де Форбс (оба были партнёрами Russell & Company и входили в руководство The Hongkong and Shanghai Banking Corporation). Однако не все партнёры компании одобряли работу с National Bank of China, поскольку это могло спровоцировать конфликт интересов с The Hongkong and Shanghai Banking Corporation, с которой Russell & Company была тесно связана с 1860-х годов.
Партнёр Russell & Company и бывший директор The Hongkong and Shanghai Banking Corporation Эс. Померой, а также другие руководители компании подвергли резкой критике братьев Форбс, что привело к отставке Уильяма Форбса из совета директоров HSBC в марте 1891 года. Кроме того, The Hongkong and Shanghai Banking Corporation сократила кредитование Russell & Company, что «означало начало конца». Непосредственно к разорению Russell & Company привели неудачные сделки Уильяма Форбса с серебряными фьючерсами и неспособность британского дома Baring Brothers & Co. покрыть расходы фирмы. The Hongkong and Shanghai Banking Corporation в отместку за сотрудничество с конкурирующим National Bank of China воспользовалась ситуацией чтобы разорить компанию: HSBC задержала платежи и вынудила Russell & Company продать свои активы по заниженной цене. Расчёт делался на то, что вслед за Russell & Company падёт и National Bank of China, но банк просуществовал до 1911 года.
Официально Russell & Company обанкротилась 9 июня 1891 года. Шанхайская недвижимость компании на набережной Бунд была продана цинскому губернатору Шанхая и губернатору Тайваня. Бывшие сотрудники Russell & Company, шотландец Роберт Шеуон и англичанин Чарльз Александр Тоумс, взяли под свой контроль часть уцелевших операций и в 1895 году основали в Гонконге собственный торговый дом Shewan, Tomes & Co., который к началу XX века являлся одной из ведущих фирм Восточной Азии.

### Деятельность в Шанхае

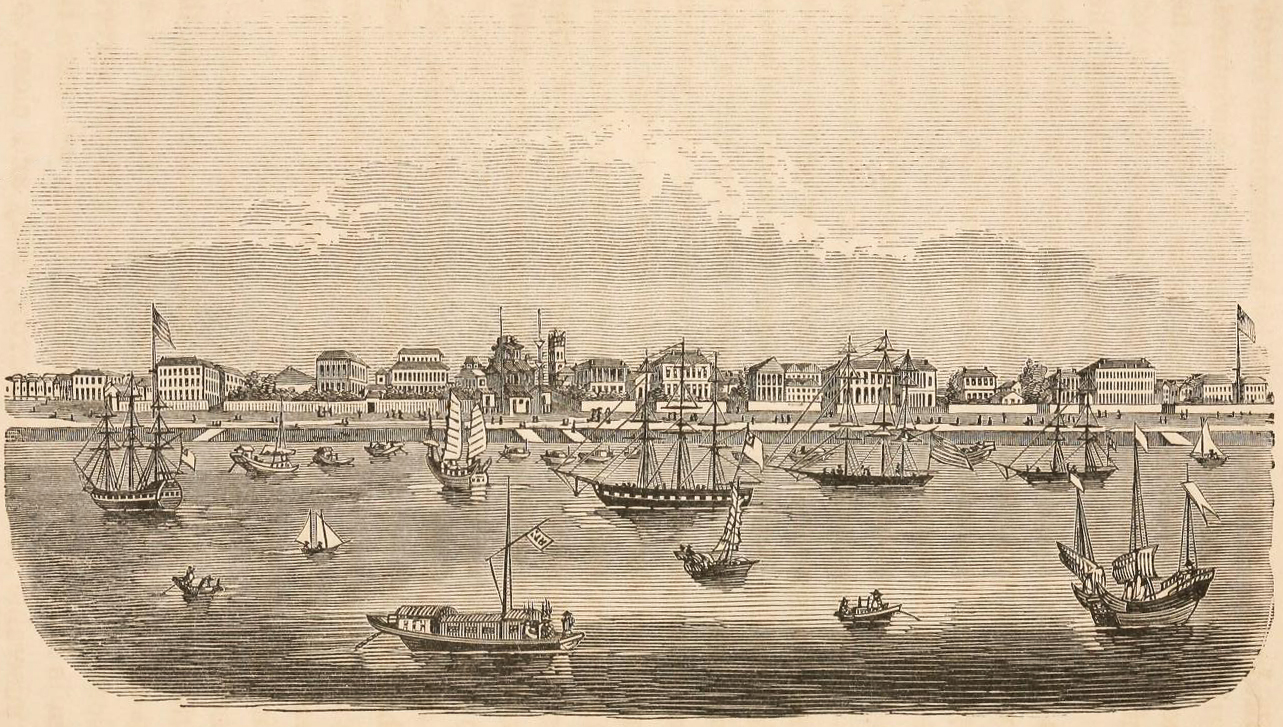
Американская фактория в Шанхае. 1864 год

Russell & Company стала первой американской фирмой, открывшей офис в Шанхае: уже в 1843 году в город прибыл её представитель Генри Уолкотт (основными конкурентами Russell & Company в Шанхае были британские Jardine, Matheson & Co. и Dent & Co.). После заключения в 1844 году Вансяского договора Шанхай постепенно стал заменять Кантон в качестве центра внешней торговли Китая. К середине XIX века значительная часть торговли чаем и текстилем сместилась из дельты Чжуцзяна в долину Янцзы. В 1852 году на порт Шанхая приходилась уже половина всего китайского экспорта. После Второй опиумной войны конторы Russell & Company работали в Нинбо, Чжэньцзяне, Ханькоу, Сямыне, Фучжоу, Цзюцзяне и Тяньцзине. Интересы фирмы вышли за пределы Китая и распространились на Филиппины, Японию, Британскую Индию, Англию и континентальную Европу.
В 1845 году Генри Уолкотт стал американским консулом в Шанхае и, несмотря на протесты британцев, основал в городе американскую факторию. В 1846 году Russell & Company официально открыла своё шанхайское отделение, а в 1852 году переместила свою штаб-квартиру из Кантона в Шанхай. Вместе с американцами в Шанхай перебралась и часть китайских компрадоров, что помогло компании быстро закрепиться на новом рынке.

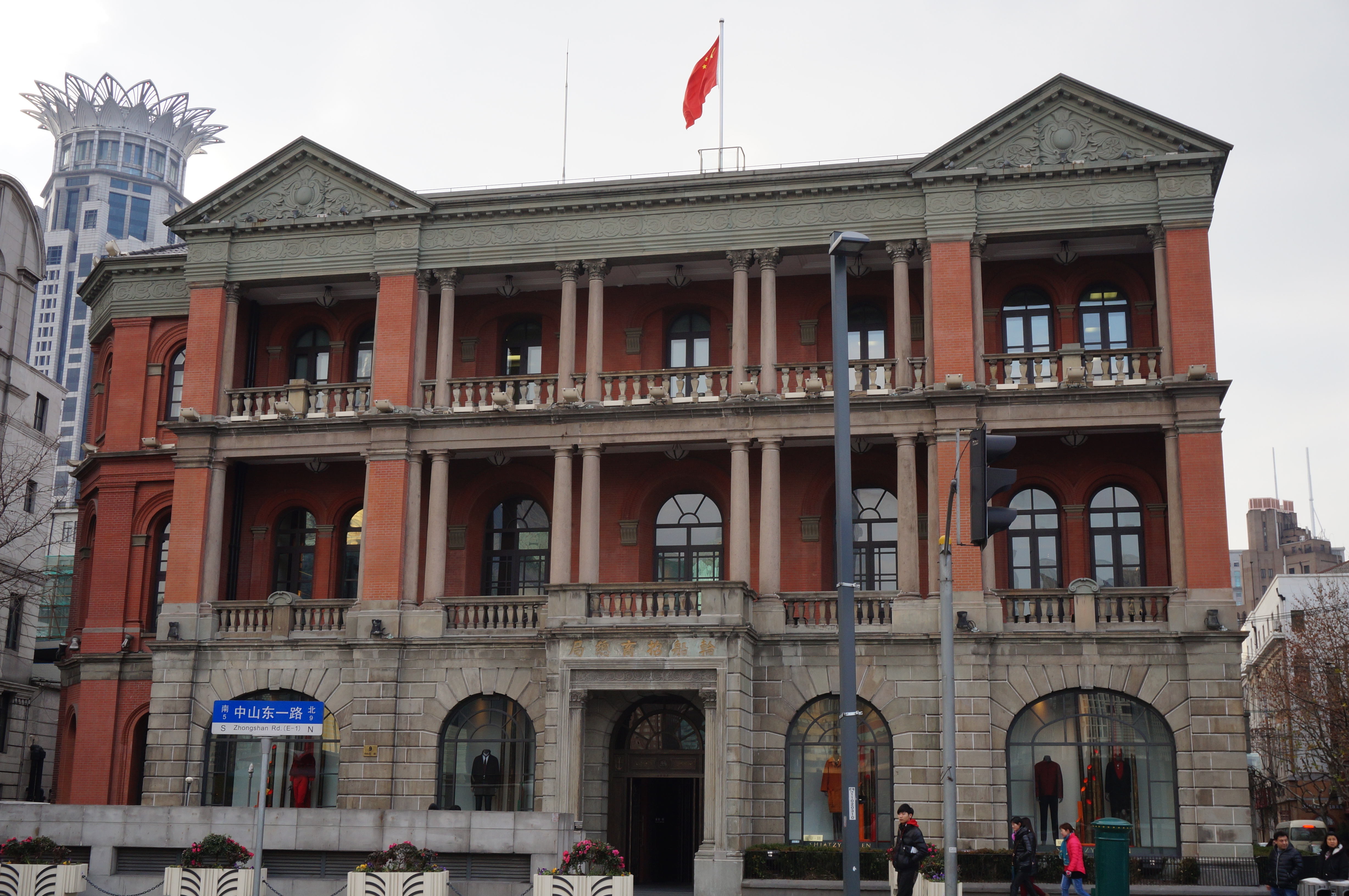
Здание Russell & Company в Шанхае

Russell & Company приобрела большой участок на набережной Бунд в британском сеттльменте и построила там комплекс изящных зданий, в которых размещались офисы, склады и жилые помещения. Сегодня эту территорию занимают здание № 6 (бывшая больница Shanghai Steam Navigation и бывший China Merchants Bank) и здание № 9 (бывшие офисы Russell & Company и Shanghai Steam Navigation).
В 1854 году в районе Хункоу открылось консульство США, здание под которое предоставила Russell & Company. Вскоре в Хункоу вокруг американской церкви, доков и причалов вырос американский сеттльмент, который в 1863 году слился с британским в Шанхайский международный сеттльмент (в тот период там проживало около 400 американцев и почти 1,4 тыс. британцев). Russell & Company играла активную роль в сообществе иностранных торговцев и банкиров города, её партнёры регулярно заседали в муниципальном совете международного сеттльмента Шанхая, лоббируя интересы влиятельной американской диаспоры.
В конце 1852 года восстание тайпинов докатилось до долины Янцзы. Руководство Russell & Company опасалось захвата Шанхая повстанцами, но в то же время надеялось, что христиане-тайпины будут способствовать росту внешней торговли Китая. Вскоре компания установила контакты с мятежниками и даже тайно поставляла им оружие и зерно. В апреле 1854 года случилось сражение между англо-американскими силами и цинскими войсками. Американским отрядом, вооружённым шанхайскими торговцами, командовал консул Роберт Мерфи. В этом сражении серьёзное ранение получил партнёр Russell & Company Джордж Гризуолд Грей. Вскоре цинские чиновники задержали грузовое судно Russell & Company, перевозившее из Сучжоу в Шанхай свинцовые чушки, заподозрив, что из них будут изготавливаться пули для тайпинов.
Однако как только тайпины стали нести значительные потери, Russell & Company изменила свою стратегию и стала помогать цинским войскам, предоставив им даже судно для борьбы с мятежниками на Янцзы. Агенты компании находились как в войсках Цинов, так и в лагере тайпинов, оперативно информируя американцев о ситуации на фронтах. Руководство Russell & Company в первую очередь беспокоилось о бизнесе, а восстание всё более негативно сказывалось на торговле и путях сообщения. В конце 1856 года американские торговцы Шанхая поддержали идею Британии и Франции совместно выступить против Цинов и даже послали своих лоббистов в Вашингтон, чтоб убедить в этом правительство. В феврале 1857 года Роберт Беннет Форбс написал письмо Калебу Кушингу, в котором изложил своё видение новой политики США по отношению к Китаю. По мнению Форбса, американцам нужно было отказаться от своей нейтральной политики и активно действовать в союзе с британцами и французами.
Однако правительство Джеймса Бьюкенена решило не участвовать полномасштабно во Второй опиумной войне, а использовать в своих интересах конфликт Китая и европейских стран, заключив новое, более благоприятное для американских коммерсантов соглашение (Тяньцзиньский договор был подписан 18 июня 1858 года). В 1862 году Russell & Company основала в Шанхае крупную судоходную компанию Shanghai Steam Navigation с капиталом в один миллион лянов и построила на набережной Бунд новый причал.
Китай запрещал иностранцам посещать свои внутренние районы, поэтому для Russell & Company огромное значение имел штат китайских компрадоров. Они поддерживали связи с большим числом агентов и мелких купцов, у которых напрямую скупали шёлк и чай. Компания в значительной степени зависела от своих компрадоров, которые также контролировали работу и многочисленных китайских сотрудников. Долгое время для работы в Шанхае и долине Янцзы Russell & Company нанимала компрадоров-кантонцев из уезда Сяншань, однако с начала 1860-х годов предпочтение стала отдавать компрадорам из провинции Чжэцзян, которые заняли ключевые позиции в компании. Например, в 1865 году партнёры Russell & Company Фрэнсис Форбс и Джордж Тайсон наняли на работу чжэцзянского торговца шёлком Чэнь Чжупина, который заменил А Иу (он же Лам Хиньён) в качестве главного компрадора компании. В 1865—1874 Чэнь Чжупин способствовал значительному росту Shanghai Steam Navigation Company.
В 1865 году в Шанхае умер британец Никол Латимер — издатель самой влиятельной англоязычной газеты Китая The North China Daily News (1863—1865), член городского совета Шанхая, основатель торгового дома Nichol Latimer & Co. и управляющий Shanghai Steam Navigation. Russell & Company поддерживала и другие печатные издания, выходившие в Шанхае, в том числе протестантские Church News и Chinese Repository. В 1867 году Russell & Company и американская Augustine Heard & Co. разделили между собой рынок морских перевозок в Китае: первая монополизировала судоходство по Янцзы, а вторая сосредоточилась на пароходных линиях между Гонконгом, Кантоном и Макао.
Замена клиперов пароходами, открытие в 1869 году Суэцкого канала и первой трансконтинентальной железной дороги, которая пересекла Соединенные Штаты с востока на запад, прокладка телеграфной линии между Лондоном, Гонконгом и Шанхаем в 1870 году оказали большое влияние на китайскую торговлю. Время перевозки грузов существенно сократилось, а современная связь позволяла фирмам мгновенно получать актуальную информацию о рынках и ценах, что кардинально изменило методы проведения торговых и финансовых сделок.
В 1872 году Shanghai Steam Navigation владела уже 19 пароходами водоизмещением 28 тыс. тонн. Она заключила соглашение с Jardine, Matheson & Co, которая доминировала на линиях к югу от Шанхая. Кроме того, обе компании на паритетных началах перевозили грузы между Шанхаем и Тяньцзинем. На Янцзы Shanghai Steam Navigation конкурировала с небольшими пароходствами, принадлежавшими британским и китайским бизнесменам. В 1877 году финансовые трудности Russell & Company, вызванные серией банкротств её партнёров в США, вынудили компанию продать Shanghai Steam Navigation за 3,9 млн долларов китайской пароходной компании, тесно связанной с императорским правительством (в течение 15 лет Shanghai Steam Navigation была крупнейшей иностранной судоходной компанией Китая и крупнейшим перевозчиком по Янцзы).
В том же 1877 году Russell & Company учредила в Шанхае акционерную страховую компанию Yangtze Insurance Association, в 1878 году — шёлкопрядильную компанию, которая после расширения стала известна как Keechong Silk Filature Association. Однако из-за жёсткой конкуренции в финансовом секторе Russell & Company была вынуждена уйти из банковского бизнеса, а также передала свой комиссионный бизнес, который стал приносить меньше доходов. В 1879 году Russell & Company выступила спонсором визита бывшего президента Улисса Гранта в Шанхай (фирма оплачивала торжественный банкет и устраивала приём на открытом воздухе в особняке Фрэнсиса Форбса).
Со второй половины 1860-х и к концу 1870-х годов многие известные фирмы не выдержали конкуренции и потерпели неудачу, в том числе крупные Dent & Co. (1867), Augustine Heard & Co. (1875) и Olyphant & Co. (1878). Экономическая депрессия 1882—1885 годов в США, финансовый кризис 1883 года в Китае и банковская паника 1884 года в Нью-Йорке привели к тому, что число американских компаний, работавших в Китае, сократилось с 46 в 1875 году до 28 в 1887 году. К концу 1880-х годов Russell & Company также находилась в состоянии стагнации и была обременена долгами. Компания всеми силами старалась остаться на плаву, но фатальный финансовый кризис 1890 года, во время которого крупный кредитор Russell & Company, британский банкирский дом Baring Brothers & Co. приостановил выплаты, окончательно подкосил фирму. Ситуацию усугубил конфликт между партнёрами весной 1891 года, после которого от Russell & Company отвернулся и другой давний кредитор — The Hongkong and Shanghai Banking Corporation.

## Ключевые фигуры

### Сэмюэл Рассел

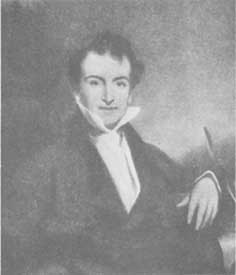
Сэмюэл Уодсворт Рассел

Сэмюэл Уодсворт Рассел родился в 1789 году в Мидлтауне в семье капитана Джона Рассела (1765—1801) и его жены Абигейл Рассел (в девичестве Уорнер). В возрасте 12 лет Сэмюэл осиротел, не получив ни наследства, ни образования. Вместо школы он работал учеником клерка в местном торговом доме Whittlesley & Alsop. В 1810 году Рассел переехал в Нью-Йорк, где через два года устроился на работу в торговый дом Hull & Griswold, основанный выходцами из родного ему Коннектикута. Рассел совершил долгое плавание в Испанию в качестве агента, затем начал вести комиссионную торговлю и основал в Мидлтауне свою первую компанию.
В 1819 году Сэмюэл Рассел прибыл в Кантон как агент торгового дома Edward Carrington & Company из Провиденса. В Китае он торговал различными товарами, в том числе и запрещённым, но крайне прибыльным опиумом. Полученные доходы позволили ему основать в 1824 году в Кантоне собственную фирму Russell & Company. В 1836 году Рассел покинул компанию и вернулся в Мидлтаун, где жил в собственном особняке вплоть до своей смерти в 1862 году. Двоюродный брат Рассела, Уильям Хантингтон Рассел (1809—1885), совместно с Альфонсо Тафтом был соучредителем старейшего тайного общества студентов Йельского университета «Череп и кости».
После возвращения из Китая Рассел основал в Мидлтауне Russell Manufacturing Company, был президентом и совладельцем Middlesex County Bank («Банка округа Мидлсекс»), совладельцем железной дороги, финансировал строительство церквей и много жертвовал на благотворительность (несмотря на обширную филантропию, на момент смерти его состояние равнялось 630 тыс. долларов). Первой женой Сэмюэла Рассела в 1815 году стала Мэри Коттон Осборн, родившая ему двух сыновей — Джорджа Осборна и Джона Августа Рассела. Во время пребывания Рассела в Китае Мэри внезапно умерла, и заботу об их детях взяла на себя её сестра Фрэнсис Энн Осборн. Когда Сэмюэл в 1827 году ненадолго вернулся в Мидлтаун, он женился на Фрэнсис и у них родился ещё один сын — Сэмюэл Рассел младший. После смерти Рассела и всех трёх его сыновей семейными делами и семейным особняком долгое время управлял внук патриарха Сэмюэл Рассел младший II — сын Джорджа Осборна, сколотивший состояние на торговле в Восточной Индии.

### Другие партнёры
Другими важными персонами Russell & Company на протяжении её истории были:
- Уильям Брек — партнёр Russell & Company, агент Shanghai Steam Navigation Company, в 1860-х годах занимал пост американского консула в Цзюцзяне и Ханькоу (на этом поприще конфликтовал с местными китайскими властями)[60].
- Джордж Гризуолд Грей — в 1855—1859 годах был партнёром Russell & Company, в 1856—1857 годах — членом муниципального совета международного сеттльмента Шанхая[61].
- Джон Нобль Алсоп Гризуолд (1821—1909) — начинал карьеру в могущественном семейном торговом доме в Нью-Йорке, в 1847 году уехал в Китай, в 1848—1854 годах был партнёром Russell & Company, в 1848—1851 годах — вице-консулом США в Шанхае, 1849—1851 годах — членом муниципального совета британского сеттльмента Шанхая. Сколотил состояние на китайской торговле и вернулся на родину, в 1863 году осел в Ньюпорте уже будучи влиятельным железнодорожным и земельным магнатом[62][61].
- Джон Клив Грин (1800—1875) — начинал карьеру в торговом доме Гризуолдов, в 1833 году начал работать в кантонском офисе Russell & Company, где сколотил большое состояние на торговле опиумом. В 1839 году вернулся в Нью-Йорк, но продолжил участвовать в торговых операциях с Китаем, был крупным филантропом Принстонского университета[63][64][65][66][67].
- Генри Стерджис Грю — в 1860—1866 годах был партнёром Russell & Company, в 1862—1863 годах — членом муниципального совета международного сеттльмента Шанхая, в 1865 году — вице-консулом Швеции и Норвегии[61].
- Уоррен Делано младший (1809—1898) — выходец из семьи «бостонских браминов», руководил операциями Russell & Company в Кантоне, а также совместно с Расселом Стерджисом входил в руководство торгового дома Russell, Sturgis & Company, дедушка Франклина Рузвельта. Сколотил состояние на торговле опиумом: вместе с Джоном Перкинсом Кушингом организовал плавающий склад, где суда компании разгружали контрабандный опиум, а затем плыли в Кантон с официальным грузом[10][68][69][70][71].
- Эдвард Каннингем — в 1850—1857, 1861—1863 и 1867—1877 годах был партнёром Russell & Company (сменил Джона Гризуолда на должности неформального главы компании в Шанхае), в 1851—1854 годах — вице-консулом США в Шанхае (также наследовал Гризуолду), в 1852—1855 годах — членом муниципального совета Шанхая (возглавлял комитет финансов и налогов), в 1853—1864 годах — консулом Швеции и Норвегии, в 1868—1869 годах возглавлял муниципальный совет Шанхая[61].
- Джон Перкинс Кушинг (1787—1862) — в 1803 году прибыл в Китай и начал работать торговым агентом в компании своего дяди Томаса Перкинса (1764—1854) Perkins & Company. Вскоре стал партнёром и основал в 1806 году кантонский офис компании. Сколотил состояние на торговле опиумом, рисом, чаем и мехами, а также на кредитовании под высокие проценты, в 1830 году способствовал слиянию Perkins & Company с Russell & Company, после чего вернулся в Бостон. Ввёл в Russell & Company своих кузенов Роберта и Джона Форбсов[72][73].
- Абиэль Эббот Лау (1811—1893) — племянник Уильяма Генри Лау, в 1833 году прибыл в Кантон и начал работать клерком в Russell & Company, в 1837 году стал партнёром фирмы. В 1840 году начал собственный бизнес и основал торговый дом A. A. Low & Brother. Один из своих клиперов назвал «Сэмюэл Рассел» в честь бывшего босса. Был президентом Нью-Йоркской торговой палаты, его сын Сет Лау (1850—1916) был мэром Бруклина и Нью-Йорка, а также президентом Колумбийского университета[74][75][76][77].
- Уильям Генри Лау (1795—1834) — в 1828 году прибыл в Кантон и стал партнёром Russell & Company вместо уехавшего сооснователя фирмы Филипа Аммидона. В 1833 году, будучи уже старшим партнёром, устроил в фирму своего племянника Абиэля Эббота Лау и покинул Russell & Company. В следующем году умер в Южной Африке по пути на родину[78][79][80].
- Чарльз Орн — начинал карьеру в Фучжоу, в 1857—1860 годах был партнёром Russell & Company, в 1857—1858 годах — членом муниципального совета международного сеттльмента Шанхая[61].
- Рассел Стерджис (1805—1887) — внучатый племянник Томаса Перкинса, в 1833 году прибыл в Кантон и по протекции Джона Перкинса Кушинга стал работать в Russell & Company. В 1842 году стал партнёром; кроме того, возглавлял компании Russell, Sturgis & Co. в Кантоне и Russell & Sturgis в Маниле. В 1844 году вернулся в Бостон, позже возглавлял лондонскую Baring Brothers & Co.[81][82].
- Огастин Херд (1785—1868) — в 1830 году прибыл в Кантон, где нанялся на работу в Russell & Company, вскоре стал партнёром, однако в 1834 году из-за слабого здоровья был вынужден вернуться в Бостон. В 1838 году в Russell & Company начались внутренние разногласия, после которых Херд и Джон Мюррей Форбс решили выйти из бизнеса. В 1840 году Херд основал Augustine Heard & Co.[83][84].
- Джеймс Мюррей Форбс (1845—1937) — сын Роберта Форбса, в 1863 году уехал в Китай, где начинал простым клерком в Russell & Company. Сделав карьеру в компании, в 1871 году вернулся в США богатым человеком[85].
- Джон Мюррей Форбс (1813—1898) — младший брат Роберта Форбса, вместе с которым работал в кантонском офисе Russell & Company. Разбогатев на торговле опиумом в Китае, он вернулся в Бостон, где в 1838 году основал финансовую компанию J.M. Forbes & Co., которая вложила средства в развитие железнодорожных компаний Michigan Central Railroad и Chicago, Burlington and Quincy Railroad. Его сын Уильям Форбс (1840—1897) был первым президентом компании National Bell Telephone[18][86][87].
- Роберт Беннет Форбс (1804—1889) — выходец из влиятельной семьи «бостонских браминов», начинал карьеру капитаном торговых кораблей, в 1830-х годах благодаря связям дяди Томаса Перкинса вошёл в число партнёров Russell & Company и разбогател на торговле опиумом. В 1840 году Роберт возглавил Russell & Company, занимал пост американского вице-консула в Кантоне, играл видную роль в ходе Первой опиумной войны, затем оказывал продовольственную помощь во время голода в Ирландии[88][89][90][91].
- Уильям Хауэлл Форбс (1837—1896) — сын американского консула в Кантоне Пола Форбса (1808—1886), зять Уоррена Делано младшего (женился на его дочери Деборе, сестре Сары Рузвельт) и крёстный отец Франклина Рузвельта. С 1865 года был партнёром Russell & Company в Гонконге, с конца 1866 года — членом совета The Hongkong and Shanghai Banking Corporation, позже — председателем совета директоров банка. В 1891 году выступил одним из инициаторов создания National Bank of China, что в конечном итоге привело к разрыву с HSBC и краху Russell & Company. Также Уильям Форбс был вице-президентом Медицинского миссионерского общества Китая, членом Генеральной торговой палаты Гонконга, одним из соучредителей Hong Kong Jockey Club и почётным консулом Швеции и Норвегии в Гонконге[92][93][94][95].
- Фрэнсис Блэквелл Форбс (1839—1908) — двоюродный брат Роберта и Джона Форбсов, прадед по материнской линии Джона Керри. В 1857 году уехал работать в Китай, в 1857—1894 годах был генеральным консулом Швеции и Норвегии в Шанхае, в 1863 году стал партнёром в Russell & Company, работал в Shanghai Steam Navigation Company, в 1864—1865 годах был членом муниципального совета Шанхая, в 1868—1873 годах — членом муниципального совета Французской концессии Шанхая. Кроме того, Форбс был одним из крупнейших специалистов по ботанике Китая и сотрудничал с северокитайским отделением Королевского Азиатского общества[85][96].

## Наследие

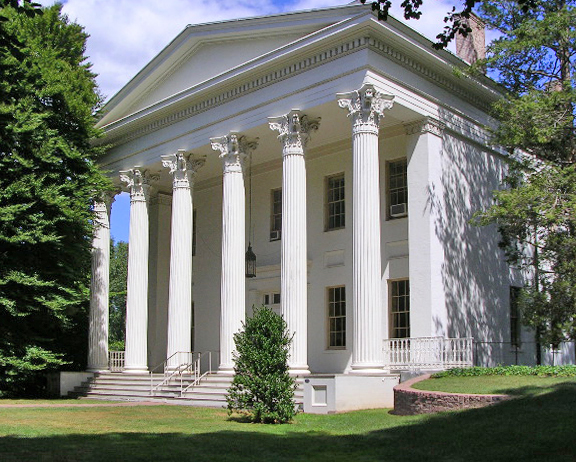
Сэмюэл-Уодсворт-Рассел-хаус

В Мидлтауне сохранился особняк Сэмюэла Рассела, в котором он прожил свои последние годы. Дом был построен в 1828 году в стиле греческого неоренессанса. Рассел украсил его китайским антиквариатом и подарками от своих китайских партнёров. В 1937 году наследники Сэмюэла Рассела передали здание в собственность Уэслианского университета. В 1970 году Сэмюэл-Уодсворт-Рассел-хаус был внесён в Национальный реестр исторических мест США, а в 2001 году его объявили Национальным историческим памятником США.
Особняк состоит из главного, почти квадратного блока с колоннадой коринфского ордера и более низкого крыла, пристроенного в северо-восточном углу приблизительно в 1855 году. Чуть дальше расположены кирпичный гараж 1920-х годов в колониальном стиле и небольшой дом 1930-х годов. Вокруг особняка на площади два акра разбит пейзажный парк с лужайками, перголами и вечнозелёными растениями (включая английский самшит). Кое-где вокруг парка сохранилась историческая ограда из кованого железа.
Большая коллекция писем, отчётов, бухгалтерских и фрахтовых книг, расписок, инвойсов, заказов, контрактов, арендных договоров, регистрационных журналов, юридических притязаний Russell & Company и поглощённых ею фирм (Perkins & Co., Russell, Sturgis & Co. и других) хранится в библиотеке Конгресса в Вашингтоне, в библиотеке Олина Уэслианского университета и в библиотеке Бейкера Гарвардской школы бизнеса.